# A Beautiful Lie
Ne doit pas être confondu avec Beautiful Lie.
Pour les autres significations, voir A Beautiful Lie (chanson).
Albums de Thirty Seconds to Mars
30 Seconds to Mars
(2002) This Is War
(2009)
A Beautiful Lie est le second album écrit et enregistré par le groupe de rock alternatif Thirty Seconds to Mars. Cet album a été mis en vente le 30 août 2005 par Virgin Records. L'album est produit par Josh Abraham et Thirty Seconds to Mars.
A Beautiful Lie a été enregistré sur quatre différents continents et dans cinq différents pays pendant trois ans, pour faciliter la tâche de Jared Leto et sa carrière d'acteur. Trois morceaux ont été composés au Cap, où Leto a été rejoint par ses camarades afin de finir ces morceaux. C'est lors de cette période que Leto a donné à l'album son titre actuel. Auparavant il devait s'intituler The Battle of One.
A Beautiful Lie est très différent du premier album du groupe 30 Seconds to Mars, aussi bien en ce qui concerne les paroles que la musique. Alors que les paroles du premier album étaient plus métaphoriques et concernaient surtout les luttes et les efforts de l'homme, accompagnés d'une atmosphère musicale relativement lourde, A Beautiful Lie a lui des paroles plus personnelles, et la musique une approche plus alternative du rock.
L'album a été diffusé sur les réseaux peer-to-peer pratiquement cinq mois avant la date prévue de mise en vente ; cependant, ces versions n'étaient pas masterisées. Néanmoins, le groupe a été forcé d'avancer la date de mise en vente et de rajouter deux chansons bonus sur l'album, Battle of One et Hunter, reprise de la chanteuse Björk.
Les deux premiers singles de cet album, Attack et The Kill, ont réussi à entrer dans le top 30 du classement Modern Rock Tracks du magazine Billboard. The Kill est également entré dans le top 10, une première pour le groupe qui a vendu plus de 500 000 singles de ce morceau[réf. nécessaire]. Le troisième single From Yesterday a ensuite connu un succès ayant dépassé celui de The Kill.
L'album bénéficie d'une nouvelle sortie officielle en Europe en février 2007, simultanément à la première tournée européenne du groupe. Une édition Deluxe de l'album avec un DVD bonus est disponible depuis décembre 2007.

## Liste des titres
Tous les titres sont de Jared Leto, excepté ceux où l'auteur est mentionné.
1. Attack - 3:09
2. A Beautiful Lie - 4:05
3. The Kill - 3:51
4. Was It a Dream? - 4:15
5. The Fantasy - 4:29
6. Savior - 3:24 (Jared Leto, Shannon Leto, Tomo Miličević, Matt Wachter)
7. From Yesterday - 4:07 (Jared Leto, Shannon Leto, Tomo Miličević, Matt Wachter)
8. The Story - 3:55
9. R-Evolve - 3:59
10. A Modern Myth - 3:00
  - Praying for a Riot - 1:43 (Hidden track) - 14:14
11. Battle of One - 2:47 (Jared Leto, Shannon Leto, Tomo Miličević, Matt Wachter)
12. Hunter - 3:55 (Björk)

### Titres bonus
1. The Kill (Rebirth) - 3:39 (Deluxe Edition)
2. Attack (Live) - 5:03 (iTunes Bonus Edition)
3. Was It a Dream? (Acoustic) - 4:26 (Europe Edition)
4. The Kill (Acoustic) (featuring Pitty) - 3:45 (Brazilian Edition)
5. A Beautiful Lie (Acoustic) - 3:40 (Deluxe Edition)

### Titres DVD
1. The Kill (Bury Me)
2. The Making of "The Kill (Bury Me)"
3. From Yesterday
4. "From Yesterday" - Behind the Scenes
5. "A Beautiful Lie" - Making Of/Behind The Scenes
6. The International Music Feed Interview
7. "Attack" (MTV 2's All That Rocks)
8. "The Kill (Bury Me)" (MTV 2's All That Rocks)
9. "The Fantasy" (Fan-generated take) (MTV 2's All That Rocks)
10. MTV 2's T-Minus Rock Interview
11. Red Carpet Arrival (MTV Video Music Awards)
12. MTV 2 Award Acceptance Speech (MTV Video Music Awards)
13. MTV 2 $2Bill Internet Promo
14. MTV 2 $2Bill Pre-Sale Tour Promo
15. MTV 2 $2Bill Ticket Sale Tour Promo

## Classement

### Album
| An   | Pays             | Classement           | Meilleure position | Certification | Recette    |
| ---- | ---------------- | -------------------- | ------------------ | ------------- | ---------- |
| 2006 | États-Unis       | Billboard 200        | 36                 | Platine       | 1,000,000+ |
| 2007 | Australie        | ARIA Album Chart     | 20                 | Or            | 45,000+    |
| 2007 | Canada           | CRIA Album Chart     | 20                 | Or            | 50,000+    |
| 2007 | Royaume-Uni      | UK Album Chart       | 38                 | Or            | 60,000+    |
| 2007 | Nouvelle-Zélande | RIANZ Album Chart    | 20                 | —             | —          |
| 2007 | Finlande         | Finnish Album Chart  | 15                 | —             | —          |
| 2007 | Autriche         | Austria Album Chart  | 10                 | —             | —          |
| 2007 | Portugal         | Portugal Album Chart | 24                 | —             | —          |
| 2007 | Allemagne        | Germany Album Chart  | 30                 | Or            | 100,000+   |
| 2007 | Italie           | Italia Album Chart   | 8                  | Platine       | 70,000+    |
| 2008 | Afrique du Sud   | RISA Album Chart     | 1                  | Or            | 40,000+    |

## Singles
| An   | Single          | Classement Billboard   | Meilleure position |
| ---- | --------------- | ---------------------- | ------------------ |
| 2005 | Attack          | Modern Rock Tracks     | 22                 |
| 2005 | Attack          | Mainstream Rock Tracks | 38                 |
| 2006 | The Kill        | Billboard Hot 100      | 65                 |
| 2006 | The Kill        | Modern Rock Tracks     | 3                  |
| 2006 | The Kill        | Mainstream Rock Tracks | 14                 |
| 2006 | From Yesterday  | Modern Rock Tracks     | 1                  |
| 2006 | From Yesterday  | Mainstream Rock Tracks | 11                 |
| 2006 | From Yesterday  | Billboard Hot 100      | 76                 |
| 2007 | A Beautiful Lie | Modern Rock Tracks     | 37                 |

## Membres
- Jared Leto — chanteur, guitariste
- Shannon Leto — batteur
- Tomo Milicevic — guitariste
- Matt Wachter — bassiste